# Liste der Großmoguln
Als Großmogul, Mogulkaiser oder nur Mogul (auch Moghul) werden die turko-mongolischen Herrscher des von 1526 bis 1858 in Indien bestehenden indo-islamischen Mogulreiches bezeichnet. Die Großmoguln stammen aus der zentralasiatischen Dynastie der Timuriden.
Die eingerückten Namen bezeichnen Thronokkupanten, die sich jedoch nicht durchsetzen konnten.

## Liste der Mogulkaiser 1526–1858
- Zahiruddin Muhammad Babur (1526–1530)
- Nasiruddin Muhammad Humayun (1530–1540; 1. Regierungszeit)

Unterbrechung durch die Suri-Dynastie (1540–1555)
- Nasir ud din Muhammad Humayun (1555–1556; 2. Regierungszeit)
- Jalaluddin Muhammad Akbar (Akbar I.; 1556–1605)
- Nuruddin Muhammad Jahangir (1605–1627)
  - Shahriyar (Kandidat von Jahangirs Witwe Nur Jahan, 31. Oktober – 21. November 1627)
  - Davar Bakhsh Bulaqi (Marionette des Großwesirs Asaf Khan bis zu Shah Jahans Ankunft, 22. November 1627 – 29. Januar 1628)
- Shihabuddin Khurram Shah Jahan (Shah Jahan I.; 1627–1658)
  - Murad Baksh (1657, kämpfte im Nachfolgekrieg mit Aurangzeb gegen den Kronprinzen Dara Shikoh, wurde dann aber von Aurangzeb verhaftet und hingerichtet)
  - Shah Shuja (1657–1658, im Nachfolgekrieg besiegt, floh nach Arakan, wo er umgebracht wurde)
- Aurangzeb Alamgir (Alamgir I.; 1658–1707)
  - Muhammad Akbar (1681–ca. 1686, rebellierte gegen seinen Vater und floh nach Iran, wo er 1706 starb)
- Muhammad Azam Shah (1707, gekrönt, aber im Nachfolgekrieg gefallen)
  - Kambaksh (1707–1709, im Nachfolgekrieg von Bahadur Shah besiegt und an seinen Kriegsverletzungen gestorben)
- Bahadur Shah I. (Shah Alam I.; 1707–1712)
  - Azim ush Shan (1712, im Nachfolgekrieg gefallen)
- Jahandar Shah (1712–1713, im Nachfolgekrieg gefangen genommen und an seinen Rivalen Farrukh Siyar ausgeliefert, der ihn hinrichten ließ)
- Farrukh Siyar (1713–1719, vom Großwesir abgesetzt)
- Rafi ud Darajat (1719, vom gleichen Großwesir abgesetzt)
- Shah Jahan II. (Rafi ud Daulah; 1719, vom gleichen Großwesir abgesetzt)
- Muhammad Shah (1719–1748)
  - Nikusiyar (1719)
  - Muhammad Ibrahim (1720)
- Ahmad Shah (1748–1754)
- Alamgir II. (1754–1759)
- Shah Jahan III. (1759–1760)
- Shah Alam II. (1760–1788, 1. Regierungszeit, vom afghanischen General Ghulam Qadir geblendet und abgesetzt)
- Shah Jahan IV. (Bedar Bakht, 31. Juli – 16. Oktober 1788, nach der Vertreibung von Ghulam Qadir von Begum Samru und den Marathen abgesetzt)
- Shah Alam II. (1788–1806, 2. Regierungszeit, seit 1803 britische Marionette)
- Akbar Shah II. (1806–1837, britische Marionette, seit 1835 offiziell nur noch „König von Delhi“)
- Bahadur Shah II. (1837–1858; britische Marionette, 1857 kurzzeitig Kaiser von Indien. Er wurde wegen seiner Beteiligung am Indischen Aufstand von 1857 von den Briten abgesetzt und ein Jahr später ins Exil nach Birma verbannt, wo er im Alter von 87 Jahren am 7. November 1862 starb.)